# Mayer Anschel Rothschild

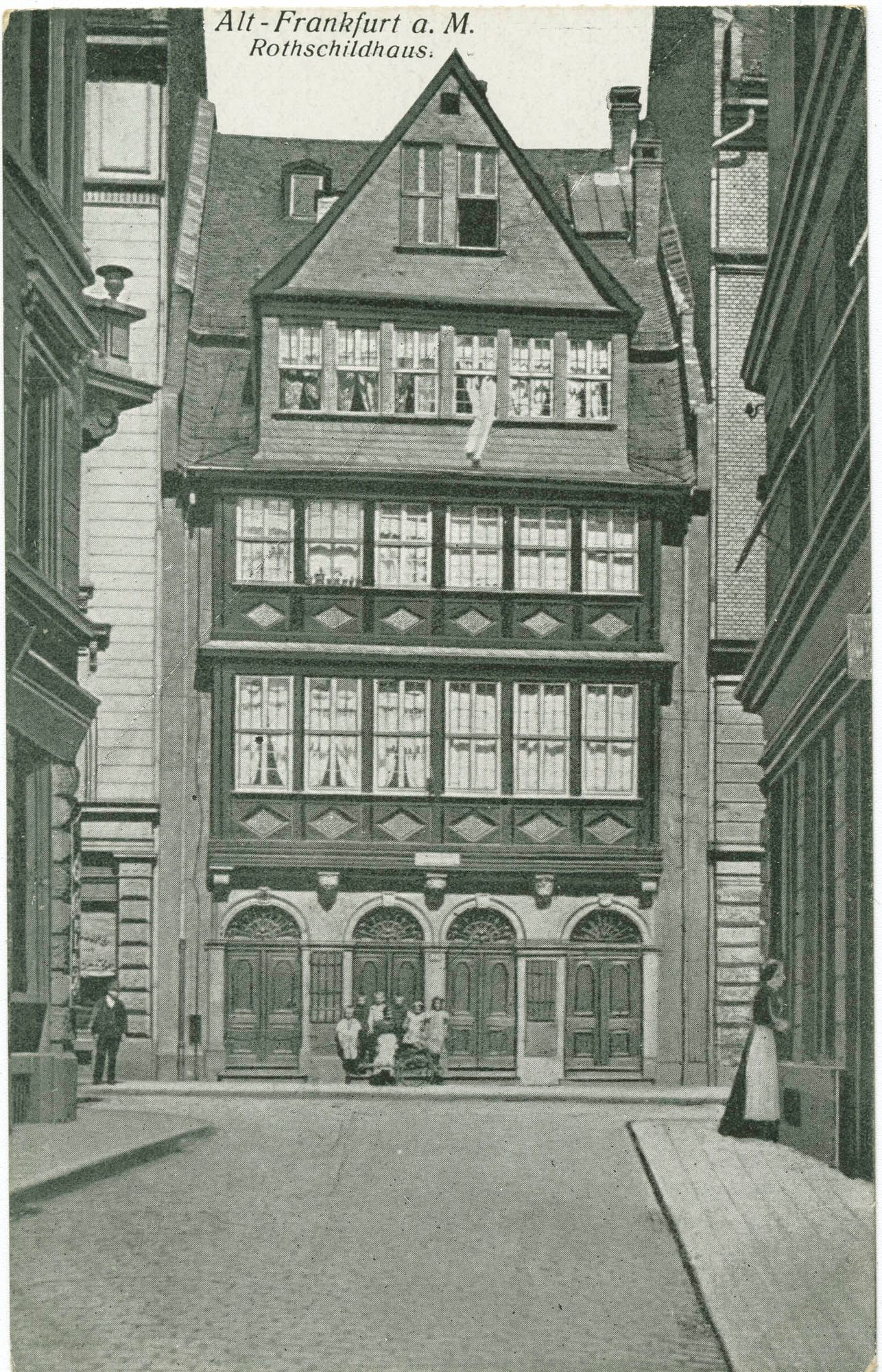
Rothschild-familjens hem i Frankfurter Judengasse.

Mayer Anschel Rothschild, stavas även Amschel, född 23 februari 1744, död 19 september 1812, var en tysk-judisk bankir och grundaren av Rothschilds bankdynasti. 2005 rankade Forbes honom på sjunde plats över de mest inflytelserika affärsmännen genom tiderna, och refererade till honom som "den internationella ekonomins fader".

## Bakgrund
Mayer Anschel Rothschild föddes i den ashkenazisk-judiska familjen Rothschild, i Frankfurts judiska ghetto (tyska: Frankfurter Judengasse) i Tysk-romerska riket, nuvarande Tyskland. Han var ett av åtta barn till Anschel Moses Rothschild (död 1755) och Schönche Rothschild (née Lechnich; död 1756).

## Karriär

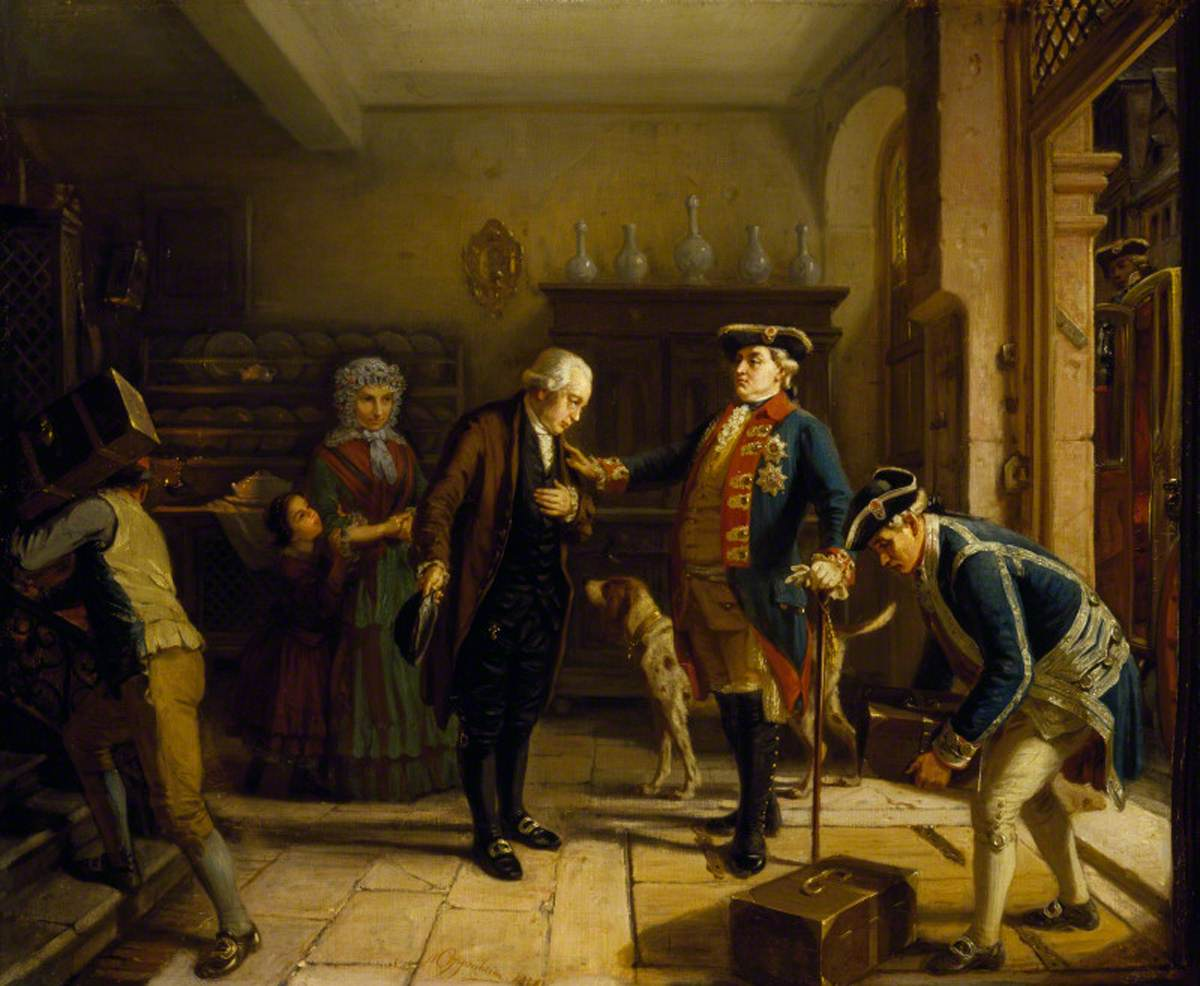
Kurfursten av Hessen anförtror Mayer Anschel Rothschild sin skatt.

Genom släktens kontaktnät lyckades Rothschild få en anställning på familjen Oppenheimers bank i Hannover 1757, där han lärde sig grunderna i affärslivet.
Rothschild började kort därefter handla med sällsynta mynt. Han blev vän med lantgreven Vilhelm av Hessen (som tidigare var vän med hans far) i Hessen-Kassel, vilket ledde till att Rothschild fick titeln "hovjude" 1769 och kunde expandera sina affärer. Rothschilds framgångar växte efter franska revolutionen då han hanterade betalningar från Kungariket Storbritannien i samband med att legosoldater hydes in. I början av 1800-talet hade Rothschild etablerat sig som internationell bankir åt Vilhelm och började låna ut pengar till utlandet genom kapital från lantgreven.
Då Napoleon invaderade Hessen 1806 tvingades Vilhelm i exil. Rothschild fortsatte dock att verka som hans bankir genom investeringar i London. Han tjänade även pengar på att importera varor som kringgick Napoleons kontinentalsystem.

## Familjen Rothschild
Mayer Anschel Rothschild anses vara grundaren av Rothschilds bankdynasti. Ättlingar till Rothschild har varit med och grundat bland annat:
- Rothschild & Co
- Edmond de Rothschild Group
- RIT Capital Partners (tidigare Rothschild Investment Trust)
- Château Mouton Rothschild